# Eniairik
Eniairik är en ö i Marshallöarna.   Den ligger i kommunen Arnoatollen, i den sydöstra delen av Marshallöarna, 20 km öster om huvudstaden Majuro. Arean är 0,26 kvadratkilometer.
Terrängen på Eniairik är platt. Öns högsta punkt är 16 meter över havet. Den sträcker sig 1,3 kilometer i nord-sydlig riktning, och 0,6 kilometer i öst-västlig riktning.